# 器 夢工房
器 夢工房（うつわ ゆめこうぼう）は、NHK衛星第2テレビジョン、NHK総合テレビで2003年4月6日から2009年度まで放送されていた10分間の教養番組。NHK名古屋放送局制作。

## 概要
- 日本の焼きもの界では今静かな潮流としてあるものは「"用の美"の視点から焼きものをつくっていこうする」姿勢である。
- 日常の食卓で使えるオリジナリティあふれる器に視点におき陶芸家と器を余すところなく紹介する。

## 放送時間
衛星第2テレビ
- 毎週日曜6:20～6:30（全国放送）

総合テレビ
- 毎週土曜9:50～10:00（中部ブロック放送）
- 毎週土曜5:40～5:50（末期の中部ブロック放送）※2010年度から再放送。
- 毎週木曜（水曜深夜）26:35～26:45
- 毎週水曜11:20～11:30（甲信越、中部、四国、九州・沖縄地方のみ放送）

※海外向けのNHKワールドでも放送されていた。

## 語り
- 河野多紀

## テーマ曲
- 伊藤仁美